# Логічна хиба
Логі́чна хи́ба (лат. captio, англ. fallacy, нім. Fehlschluss) — термін логіки, філософії та інших наук, що вивчають пізнання, порушення логічної послідовності, або використання некоректних прийомів для доведення деякого твердження. Хибність, зумовлена недоліком у доведенні, робить таке доведення нечинним. З іншого боку, нечинність доведення не означає, що саме твердження неправильне.
Логічні хиби поділяються на формальні та неформальні. Формальна логічна хиба може бути акуратно визначена у рамках стандартної системи логіки, наприклад, логіки висловлень. Неформальна логічна хиба, з іншого боку, викликана іншими недоліками мислення, аспекти якого не мають формальної логічної структури. Аргументація з неформальними логічними хибами може бути вірною формально, але хибною по суті.
Хиби припущення не доводять висновок, тому що припускають висновок у процесі доведення. Хиби слабкого виводу не доводять висновок внаслідок нестачі доказів. Хиби відволікання не доводять висновок, тому що використовують недоречні свідчення, такі як емоції. Хиби неясності або двозначності не доводять висновок внаслідок неоднозначності у словах, фразах або граматиці.

## Категорії
Існують різні системи категоризації логічних хиб. Зокрема, хиби можна поділити на структурні, змістовні, та такі, що порушують принцип раціональної дискусії.

## Формальні логічні хиби
Форма́льна логі́чна хи́ба — це помилка у процесі виведення, яку можна акуратно записати у стандартній системі логіки. Формальні хиби відносяться до категорії структурних хиб. Аргумент, який є хибним формально, є також нечинним внаслідок недоліку у своїй логічній структурі. Такий аргумент завжди розглядається як невірний.
Присутність формальної логічної хиби у дедуктивному аргументі не впливає ані на засновні припущення аргументу, ані на його висновки. Як тези, так і висновок можуть бути фактично вірними, або навіть більш достовірними у результаті аргументації, але саме по собі дедуктивне виведення все ж нечинне, тому що висновок не випливає із засновних посилань у тій засіб, який наведено. Аналогічно, аргумент може мати формальну логічну хибу, навіть якщо він не є дедуктивним: наприклад, якщо індуктивний аргумент некоректно застосовує принципи імовірності або причинності, то говорять, що він є формально хибним.
- Аргумент з випадку — використання ізольованого прикладу замість обґрунтування чи переконливих свідчень.
- Апеляція до ймовірності — стверджується, що висновок є істинним тільки тому, що він ймовірний.
- Звернення до хиби — припускає, що якщо аргумент є хибним, то і висновок цього аргументу має бути хибним.
- Упередження базового відсотку — у Баєсовому висновуванні, використання умовних ймовірностей для аргументації без врахування ефекту ймовірностей припущень.
- Хибне поєднання — припущення, що висновок, який задовольняє декілька умов одночасно, більш ймовірний, ніж висновок, що задовольняє кожну з умов поодинці.
- Хиба людини в масці (підміна ідентичностей) — в істинному аргументі, підміна сутностей, ідентичних за деякими властивостями, може призвести до неправильного висновку.
- Хиба невірних припущень — засновування аргументу на припущенні (явному або неявному), яке є неправильним або не гарантовним (ймовірним менш ніж на 100 %).

### Помилки висловлювань
Помилка висловлювання — це помилка у логіці, що стосується складних висловлювань. Для того, щоб складні висловлювання були істинні, значення істинності їх складових частин мають задовольняти правилам істинності відповідних логічних операцій поєднання (операцій «або», «і», «ні», «тільки якщо», «якщо і тільки якщо»).

### Помилки кванторів загальності та існування
Це помилки формальних висловлювань, у яких квантори у засновних припущеннях та у висновку не узгоджені.

### Помилки формальних силогізмів
Логічні помилки, що трапляються у силогізмах.

## Неформальні логічні хиби
До відомих неформальних логічних хиб належать:
Амфіболіяхиба неясності з використанням речень, які мають неоднозначну граматичну структуру (приклад: «Пам'ятник визволителям міста Синельникова від німецько-фашистських загарбників»)
Анонімний авторитетхиба слабкого виводу, в якій наводиться деяке твердження без конкретного посилання на джерело; це улюблений прийом поганої журналістики, який також активно використовуваний у пропаганді. Подібна до «звернення до авторитету» та «Звернення до популярної думки» (приклад: «Британські вчені встановили, що шоколад піднімає настрій»).
Випадокхиба припущення із застосуванням загального правила до виключного випадку, «випадкові» обставини якого роблять його винятком із цього правила (приклад: «Шкірясті черепахи — холоднокровні тварини, як і всі плазуни»)
Гіпотеза справедливого світухиба відволікання, в якій висновок виводиться із бажання справедливості. Люди, що дотримуються цього упередження, мають нахил звинувачувати якимось чином потерпілих, мотивуючи це «гріховністю» останніх, «кармою» та ін. (приклад: «Що посієш те й пожнеш»)
Недоречний висновокхиба відволікання, в якій доводиться висновок (хибний або ні), що не має відношення до фактичного предмету обговорення (приклад: «Ти в пальто, а мені холодно, то ж підемо до корчми.»)
Звернення до абсурдностіхиба відволікання, заперечення якогось твердження як абсурдного без обґрунтування цієї абсурдності (приклад: «А - це просто безглуздя»)
Звернення до сумнівних авторитетівхиба слабкого виводу, полягає у зловживанні почуттям поваги до відомої людини, знаменитості чи експерта для доведення пропозиції (приклад: «так вважає сам А»).
Звернення до бідностіприйняття бідності як критерію правильності (приклад: «за бідняками правда; багатії завжди брешуть»).
Звернення до гаманцяприйняття багатства як критерію правильності (приклад: «багатії кмітливіші і тому завжди мають рацію»).
Звернення до милосердязловживання почуттям милосердя або провини для підтримки пропозиції (наприклад, «я всю ніч готувався до іспиту, поставте мені п'ять!»)
Звернення до незнанняхиба відволікання, за якою деяке твердження вважається вірним, оскільки ніхто не довів протилежне (тобто що воно хибне), або навпаки, твердження хибне, оскільки ніхто не довів його істинності (приклад: «чупакабру ніхто не бачив, тому її не існує»)
Звернення до популярної думкихиба відволікання, прийняття популярності як критерію істини (приклад: «усі так вважають, тому це правда»).
Звернення до силихиба відволікання погрозою використання сили, щоб примусити опонента погодитись із висновком. Як правило використовується у випадках, коли або немає доказів, або раціональна аргументація невірна або відсутня (приклад: «І скільки ж боєздатних дивізій є у розпорядженні Папи Римського?" — Й. Сталін).
Звернення до страхухиба відволікання, у якій явно або неявно використовуються почуття наявних страхів та упереджень опонента чи аудиторії (приклад: «Завантажуючи безкоштовні mp3, ти завантажуєш комунізм»)
Несправжній шотландецьхиба припущення, зміна ad hoc необґрунтованого загального твердження з метою виключити контрприклади, які його спростовують (приклад: «який з тебе мужик, коли ти навіть горілки не п'єш?»).
Оптова угода
Опудаловисловлюється позиція що її легко заперечити, а потім вона приписується опонентові.
Отруєння джерелаполягає в негативному описі особи, що її представляють аудиторії, з наміром дискредитувати все, що може бути надалі цією особою сказано.
Перехід на особистостіцю хибу допускають, коли замість того, щоб доводити пропозицію, вдаються до нападок на опонента («такі як ти не можуть мати рацію»). До схожих хиб належить булверизм, апеляція до мотиву, tu quoque та отруєння джерела.
Підступне питанняставиться запитання у формі, що передбачає, що опонент погоджується з прихованою пропозицією.
Помилка узагальненняколи твердження про окремого представника розповсюджують на всіх («вовк — жорстокий звір, тому всі звірі жорстокі»).
Від поняття складеного до поняття поодинокогоперенесення статистично вірного твердження на окремих представників («більшість звірів — жорстокі, тому зайці жорстокі»)
Фальшива дилемаполягає у розгляді двох альтернативних точок зору так, наче вони вичерпують всі можливості, хоча це не так.
Фальшива причинаполягає в помилковому прийнятті чогось як причини певної події, що насправді не є її причиною.
Хибне колохиба, в якій у вихідних припущеннях присутнє логічне коло.